# Missão de Vigilância de Aceh
A Missão de Monitoramento de Aceh ou Missão de Vigilância de Aceh (em inglês:  Aceh Monitoring Mission, AMM) foi estabelecida pela União Europeia após o "Memorando de Entendimento entre o Governo da República da Indonésia e o Movimento de Libertação de Aceh"; sendo assinada em 15 de agosto de 2005, em Helsínquia, Finlândia. A Missão de Monitoramento de Aceh é uma das muitas missões para o reforço da Segurança Comum e da Política de Defesa.

## Custos
Os custos da missão foram financiados pelo orçamento da UE (EUR 9,3 milhões) e por contribuições dos estados-membros da União Europeia e de países participantes (6 milhões de EUR).